# Nausinoe
Nausinoe is een geslacht van vlinders van de familie van de grasmotten (Crambidae), uit de onderfamilie van de Spilomelinae. De wetenschappelijke naam van dit geslacht is voor het eerst voorgesteld door Jacob Hübner in een publicatie uit 1825.

## Soorten
- N. argyrosticta (Hampson, 1910)
- N. capensis (Walker, 1866)
- N. conchylia Meyrick, 1894
- N. ejectata (Fabricius, 1775)
- N. geometralis (Guenée, 1854)
- N. globulipedalis (Walker, 1866)
- N. lacustrinalis (Hampson, 1913)
- N. perspectata (Fabricius, 1775)
- N. piabilis (Wallengren, 1876)
- N. quadrinalis (Guenée, 1854)
- N. reussi (Gaede, 1917)